# Lesnoj (Oblast' di Sverdlovsk)
Lesnoj è una città della Russia siberiana estremo-occidentale (Oblast' di Sverdlovsk), situata lungo l'alto corso del fiume Tura, 254 km a nord di Ekaterinburg; dal punto di vista amministrativo, dipende direttamente dalla oblast' ed è sottoposta, in quanto città chiusa, al controllo del governo federale.
In passato si chiamava Sverdlovsk-45.

## Società

### Evoluzione demografica
Fonte: mojgorod.ru
- 1996: 54.500
- 2000: 54.400
- 2007: 53.000